# 1120

## أحداث
- كارثة السفينة البيضاء.
- 22 يونيو - معركة كتندة، بين قوات ألفونسو الأول ملك أراغون والجيش المرابطي تحت قيادة إبراهيم بن يوسف بن تاشفين

## مواليد
- لويس السابع

## وفيات
- ويليام أديلين إحدى أبناء الملك هنري الأول ملك إنجلترا